# Bedoll nan
El bedoll nan, Betula nana és una espècie de bedoll que viu a la tundra arbustiva.

## Descripció

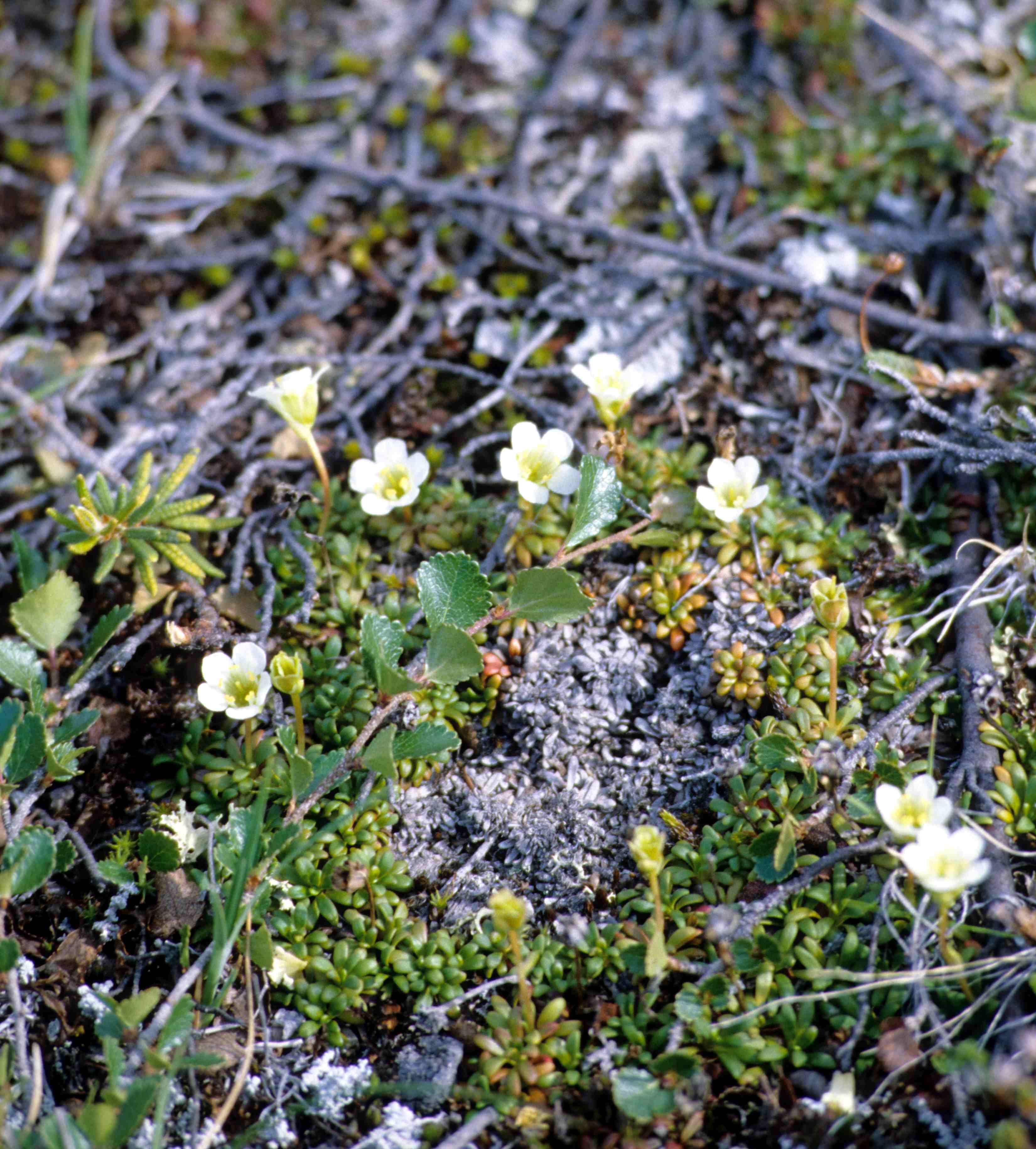
Diapensia lapponica a Nunavut, 1996

És un arbust que arriba a fer 1-1,2 m d'alt. Les fulles són arrodonides, de 6-20 mm de diàmetre amb el marge serrat. Els aments són erectes, de 5-15 mm de llarg.

## Distribució
B. nana és originari de zones àrtiques i de clima temperat fred d'Europa, Àsia i Amèrica i pot créixer en variades condicions també creix a les muntanyes d'Escòcia i a 2200 m als Alps. El seu límit nord és a Svalbard, on viu només en els llocs més calents.

## Ecologia
Hi ha dues subespècies:
- Betula nana subsp. nana. Canadà (Illa Baffin), Groenlàndia, Europa, Àsia. té les fulles més llargues(20 mm).
- Betula nana subsp. exilis. Nord-est d'Àsia, (Alaska, est del Canadà. Young twigs hairless or only with scattered hairs, but coated in resin; amb fulles més curtes no més de 12 mm.